# Baltic Dry Index
El Baltic Dry Index (BDI) es un índice de los fletes marítimos de carga a granel seca de hasta 20 rutas clave marítimas en régimen de fletamento de todo el mundo, administrado por el Baltic Exchange de Londres.

## Origen histórico
La sociedad Baltic Exchange surge en el año 1744 en un café de la City de Londres donde se reunían mercaderes y capitanes de barco. Algunos de ellos formaron un comité en 1823, con el objetivo de regular el comercio y formalizar el intercambio de títulos-valores. En 1985 emitió por primera vez un índice relativo al transporte marítimo, el Baltic Freight Index.

## Funcionamiento
El índice es un cálculo diario (a las 13:00 horas de Londres) de la media del precio del transporte por mar de las principales materias primas sólidas y a granel, como carbón, mineral de hierro, granos, azúcar... Refleja la cantidad de contratos de envío de mercancías que se cierran en las principales rutas marítimas mundiales.
A partir del 1 de julio de 2009, el BDI se calcula teniendo en cuenta solamente el flete de los fletamentos por tiempo de cuatro tamaños de buques: Capesize, de 172.000 t de TPM; Panamax, de 74.000 TPM; Supramax, de 52.454 TPM, y pequeños, de 28.000 TPM, desestimando para el cómputo los contratos de fletamento por viaje. 

## Relevancia como indicador económico
Obviamente, en la medida en que la economía mundial entra en crisis, se reducen los contratos de transporte de materias primas y en consecuencia el Baltic Dry Index desciende. Por tanto, se considera un indicador adelantado del mercado y se revela como un eficaz termómetro de la evolución de la economía mundial. 
En tiempos de crisis, el PIB (producto interior bruto) desciende, se produce una reducción de consumo, lo que supone una menor demanda de materias primas y una disminución del comercio mundial que impacta en las empresas navieras, quedándose numerosos buques anclados en los puertos.